# 胡塔 (舍佩蒂夫卡區)
胡塔（烏克蘭語：Гута）是烏克蘭西部的村莊，隸屬赫梅利尼茨基州的舍佩蒂夫卡區。該村面積1.15平方公里，海拔高度229米，2001年人口269，人口密度每平方公里233.9人。